# Maria Leontieva

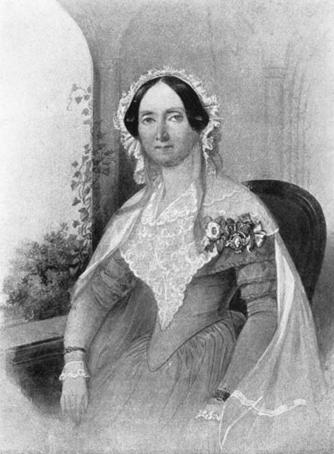
Maria Leontieva

Marija Pavlovna Leontieva, född 1792, död 1875, var en rysk pedagog. Hon var föreståndare för Smolnyjinstitutet från 1839 till 1874.
Hon var dotter till hovrådet Pavel Antonovitj Sjipov och Jelizaveta Sergejevna Sjulepnikova. Hon blev elev vid Smolnyjinstitutet 1800 och tog examen med högsta betyg 1809. Hon var sedan hovdam åt Katarina Pavlovna av Ryssland fram till sitt giftermål med Nikolaj Leontiev 1810. Vid Leontievs död 1827 återvände hon till Sankt Petersburg och blev 1838 hovmästarinna åt Maria Nikolajevna av Ryssland. År 1839 blev hon av hovet utsedd vice föreståndare vid Smolnyjinstitutet och en månad senare föreståndare: samma år mottog hon Katarinaorden. Leontieva beskrivs som en mycket engagerad och samvetsgrann föreståndare som avstod ett privatliv och egna utgifter för institutet, höll en strikt disciplin och hög bildningsnivå men också en konservativ syn: bland annat motsatte hon sig 1862 reformen att införa undervisning i ryska och ledighet för eleverna. Hon drabbades 1870 av en förkylning som hon aldrig tillfrisknade från och kunde därefter inte sköta sin tjänst.         